# Moustapha Salifou
Moustapha Salifou, född 1 juni 1983 i Lomé, är en togolesisk före detta fotbollsspelare.

## Klubbkarriär
Moustapha startade sin karriär i AC Merlan innan han flyttade till Rot-Weiss Oberhausen 2002. Sedan följde en utlåning till Brest innan han spelade ett år för FC Wil i Schweiz.

### Aston Villa
31 augusti 2007 skrev Salifou på ett 1-årskontrakt med Aston Villa. Salifou hade däremot problem med att få arbetstillstånd och var tvungen att träna med sin gamla klubb innan han äntligen fick börja träna med Villa i mitten av oktober. Salifou gjorde sin Premier League debut 12 januari 2008 när han hoppade in i slutminuterna i 3-1-vinsten mot Reading. Trots att han fick begränsat med spelti i A-laget så fick Salifou ett nytt kontrakt för hans prestationer i reservlaget. 6 november 2008 spelade Salifou sin första match från start i Aston Villas UEFA-cup match mot Slavia Prag. Under den här tiden så ryktades Salifou vara på väg bort då han bland annat kopplades ihop med Juventus.
Under säsongen 2009/2010 fick Salifou fortsatt lite speltid och han var bland annat och provtränade hos Monaco i januari 2011. 27 maj 2011 meddelade Aston Villa via sin hemsida att man inte kommer förlänga Salifous kontrakt.

### FC Saarbrücken
I november 2011 skrev Salifou på för tyska FC Saarbrücken Där gjorde han sin debut 26 november 2011 i 3-1-vinsten över Kickers Offenbach då han hoppade in med 10 minuter kvar. Han gjorde sitt första mål på sin gamla klubb Rot-Weiss Oberhausen 10 december i en match som Saarbrücken vann med 5-2. Efter säsongen så lämnade Salifou klubben.

## Landslaget
Moustapha Salifou debuterade för Togo 2000 och var med och spelade alla tre gruppspelsmatcher i VM 2006, mot Sydkorea, Schweiz och Frankrike.
Salifou var med i Togos trupp som skulle spela Afrikanska Mästerskapet 2010, en turnering som Togo drog sig ur efter att deras buss blivit attackerat med maskingevär. Efter attacken så sa Salifou att han var skakad men mådde bra.